# Ашур-убалит II
Ашур-убалит II је био последњи краљ Новоасирске државе. Владао је од 612. до 605. године п. н. е. 

## Владавина
Након Асурбанипалове смрти, Новоасирско краљевство слаби великом брзином. Резултат је слабљење асирске контроле над Вавилонијом на чије чело 626. године п. н. е. долази Набополасар. Након учвршћивања власти у Вавилонији, Набополасар креће у походе на асирске територије. У савезу са међанским владаром Кијаксаром, Набополасар у наредним годинама осваја све важније асирске градове укључујући и Ашур и Ниниву. Међутим, након пада Ниниве, Новоасирско краљевство још увек није било поражено. Асирац Ашур-Убалит прогласио се за новог асирског краља и наставио са пружањем отпора. Подршку му је пружао и египатски фараон Псаметих I. Поставио се за краља у Харану. Комбиноване снаге Међана и Вавилонаца поразиле су га око 605. године п. н. е. Асирско царство престало је да постоји. Наследило га је Нововавилонско царство.

## Асирски краљеви
| Средњоасирски период                                                  |           |                         |
| Име краља                                                             | Владавина | Напомена                |
| Ериба-Адад I                                                          | 1380–1353 | "син Ашур-бел-нишешуа"  |
| Ашурубалит I                                                          | 1353–1318 | "син Ериба-адада"       |
| Енлил-нирари                                                          | 1317–1308 | "син Ашур-убалита"      |
| Арик-ден-или                                                          | 1307–1296 | "Син Енлил-нирарија"    |
| Адад-нирари I                                                         | 1295–1264 | "син Арик-ден-илија"    |
| Шалманасар I                                                          | 1263–1234 | "син Адад-нирарија"     |
| Тукулти-Нинурта I                                                     | 1233–1197 | "син Шалманесера"       |
| Ашур-надин-апли                                                       | 1196–1194 |                         |
| Ашур-нирари III                                                       | 1193–1188 | "син Ашур-надин-аплија" |
| Енлил-кудури-усур                                                     | 1187–1183 | "син Тукулти-Нинурте"   |
| Нинурта-апал-Екур                                                     | 1182–1180 | "син Или-паде"          |
| Почевши од Ашур-Дана I, датуми средње и доње хронологије се поклапају |           |                         |
| Ашур-Дан I                                                            | 1179–1133 | "син Ашур-надин-аплуа"  |
| Нинурта-тукулти-ашур                                                  | 1133      | "син Ашур-Дана"         |
| Мутакил-Нуску                                                         | 1133      |                         |
| Ашур-реш-иши I                                                        | 1133–1115 | "син Мутакил-Нускуа"    |
| Тиглат-Пилесар I                                                      | 1115–1076 | "син Ашур-реш-ишија"    |
| Ашарид-апал-Екур                                                      | 1076–1074 | "син Тиглат-пилесера"   |
| Ашур-бел-кала                                                         | 1074–1056 | "син Тиглат-пилесера"   |
| Ериба-Адад II                                                         | 1056–1054 | "син Ашур-бел-кала"     |
| Шамши-Адад IV                                                         | 1054–1050 | "син Тиглат-Пилесера"   |
| Ашур-насир-пал I                                                      | 1050–1031 | "син Шамши-Адада"       |
| Шалманасар II                                                         | 1031–1019 | "син Ашур-насир-пала"   |
| Ашур-нирари IV                                                        | 1019–1013 | "син Шалманесера"       |
| Ашур-раби II                                                          | 1013–972  | "син Ашур-насир-пала"   |
| Ашур-реш-иши II                                                       | 972–967   | "син Ашур-рабија"       |
| Тиглат-Пилесар II                                                     | 967–935   | "син Ашур-реш-ишија"    |
| Ашур-Дан II                                                           | 935–912   | "син Тиглат-Пилесера"   |